# Stevenia caucasica
Stevenia caucasica är en tvåvingeart som först beskrevs av Josef Aloizievitsch Portschinsky 1875.  Stevenia caucasica ingår i släktet Stevenia och familjen gråsuggeflugor. Inga underarter finns listade i Catalogue of Life.